# Бихевиоризъм
Бихейвиоризъм (на английски: behaviour – поведение) или също бихевиоризъм е научна област в съвременната психология.
През целия 20 век бихейвиористичната школа се конкурира с психоаналитичното движение. Тя е повлияна главно от Иван Павлов, който изследва условните рефлекси, Джон Уотсън, който отхвърля интроспекцията и се опитва да ограничи психологията до експерименталните методи, и Бъръс Фредерик Скинър, който търси етически основания за бихейвиоризма, свързвайки го с прагматизма. Бихейвиористите смятат, че психологията е наука за поведението. Изучават причинно-следствените връзки: „Ако..., то...“, стимул – реакция. Използва се класическо кондициониране (условния рефлекс) и оперантно кондициониране (стимулиране, поощряване на желаното поведение). За поощряване на поведението се използват т.нар. положително подкрепление (стимул) и отрицателно подкрепление (наказание).
Бихевиоризмът е свързан с методите на наблюдение и експеримент. Чрез бихейвиоризма могат да бъдат излекувани неврози, фобии, страхове, заеквания, паразитни фрази, като човекът се поставя в определени условия, близки до страховете му. За бихейвиоризма е характерна систематичната десензитация.

## Предпоставки за възникване на бихевиоризма
Роля на зоопсихологията: През първите десетилетия на 20 век зоопсихологията усвоява по-обективни методи за изследване, но нейният предмет си остава проучването на съзнанието при животните. Значителна крачка в посока към обективизиране на зоопсихологията изиграва немският зоопсихолог Жак Лоб. Той разработва теория за поведението на животните на основа на концепцията за тропизма или принудителните движения. Той смята, че животните автоматично реагират на дразнението – твърди, че не трябват никакви обяснения, свързани с анализа на мисловните операции при животните. Според него съзнанието на животните се проявява под формата на асоциативна памет, което означава, че животните могат да научат определени образи, реагирайки на определени дразнители. Това е асоциация между дразнение и реакция. Изработен е лабиринт за мишки, който става неизменна част от лабораториите.

### Торндайк
Торндайк разработва теорията за научаването, в която основно внимание се отделя на външното поведение. Той открива закона за ефекта през 1898 г., а Иван Павлов – аналогичния закон за подкрепянето през 1902 г. Естественият подбор на полезни действия на индивида, който е различен от подбора на еволюцията, се подчинява на няколко закона:
1. Упражнението – при други равни условия реакцията на ситуацията се свързва със самата ситуация, правопропорционално на честотата на повторенията на връзките и на тяхната сила;
2. Готовността – упражненията променят готовността на организма към провеждане на нервни импулси;
3. Асоциативен скок – едновременно действие на няколко дразнителя, един от тях предизвиква реакция и други дразнители придобиват способността да развиват подобна реакция. Тези закони съществуват и преди Торндайк и са отбелязани в асоциативната психология. Но Торндайк пренася акцента, асоциативните връзки вътре в нервната система между връзките организъм-среда. Торндайк също така налага нов детерминизъм – биопсихичен детерминизъм, който създава четвърти закон:
4. Ефектът – ефектът от двигателен акт, изразяващ се в даден акт с успех, се включва между причините за изграждане на самото движение. Именно ефектът помага на организма при сходни условия да реализира адаптивно поведение. Всяко действие, предизвикващо в дадена ситуация удовлетворение, се асоциира с дадената ситуация, така че когато тя възникне отново, появяването на това действие става по-вероятно, отколкото преди. Напротив, всяко действие, предизвикващо дискомфорт, се отделя от дадената ситуация, така че когато тя възникне отново, появяването на това действие ще стане по-малко вероятно.

### Джон Уотсън
През 1913 г. Джон Уотсън пише статията „Психологията от гледна точка на бихевиоризма“. Той вижда задачата на психологията в това да се изследва поведението на живото същество, адаптиращо се към околната среда както физически, така и социално. Основната идея е, че психологията е наука за поведението. Пред психологията се поставят задачи като способна ли е да обясни дадено поведение, да го предскаже, да го управлява. Уотсън създава психология без психика, без явленията на съзнанието. В бихевиористичните лаборатории се използват строго обективни методи на изследване като наблюдение и метода на условните рефлекси. Наблюдението е основа за всички останали методи. Най-важният метод за изследване в бихевиоризма е методът на условните рефлекси. Условният рефлекс се образува тогава, когато реакцията се свързва или се асоциира с дразнител различен от този, който първоначално е предизвикал тази реакция. Типичен условен рефлекс е слюноотделянето при кучетата в отговор на звук, а не на вид храна. В бихевиоризма изследваните лица имат скромна роля, тъй като те нищо не наблюдават, напротив, тях ги наблюдава експериментаторът.

## Предмет на бихевиоризма
Предмет на бихевиоризма – неговите представители провъзгласяват за предмет на психологията не психиката, а поведението разбирано като съвкупност от наблюдавани отвън предимно двигателни реакции. Съзнанието и психиката се обявяват за фиктивни понятия. Психологията като наука за поведението трябва да има работа само с тези актове, които могат обективно да се опишат. Всичко се свежда до формулата S->R (стимулът води до реакция). Реакциите могат да бъдат явни и неявни. Явните реакции са външни и се наблюдават непосредствено. Неявните реакции са съкращенията на вътрешните органи, дейността на жлезите, нервните импулси и са вътре в организма. Бихевиоризмът на Уотсън е опит да се построи наука свободна от понятия, свързани с психиката и субективни методи, наука, която да е обективна като физиката. Отношението му към инстинктите, емоциите и мисленето е следното:
- Инстинкти – първоначално признава ролята им в поведението. По-късно обаче променя своята позиция и приема, че научаването е ключов момент към разбирането на човешкото поведение. Той не само отрича ролята на инстинктите, но дори не признавал наличието на наследствени предразположения и дарби. Децата не се раждат с вродени способности на спортисти или музиканти, тях ги насочват родителите като поощряват определено поведение, тоест от детето може да се направи всичко, което поиска възпитателя.

- Емоции – според Уотсън те са реакция на организма на специфичен дразнител. Дразнения като агресия или нападения предизвикват вътрешни изменения в организма. Емоциите са форма на нервно поведение. Уотсън провежда следното класическо изследване – изучава дразнителите, които предизвикват новородените емоциално ответни реакции. Той стига до извода, че новородените демонстрират 3 основни емоционални реакции: страх, гняв, любов. Страхът се поражда от високи звуци и внезапна загуба на поддържането. Гневът от ограничаването на свободата на движенията. Любовта се предизвиква от ласките, докосванията и галенето.

Уотсън нагледно демонстрира правилността на своята теория за изработване на емоционална реакция с помощта на условните рефлекси. Опитът е следният – 11-месечно бебе се научава да се страхува от бяла мишка, като преди това не се страхувало. Страхът се формира в резултат на силен шум – удар по ламарина, когато му показвали мишката. Скоро то започнало да се страхува само при вида на мишката. Такъв обусловен страх може да се изгради и от други дразнители. Уотсън предполага, че при възрастните много страхове и тревожни състояния се формират по аналогичен начин в ранно детство.
- Мислене – недостъпно за наблюдение и се свежда до неявно моторно поведение. Уотсън приема, че мисленето е неявна речева реакция, беззвучен разговор или вътрешна беседа[3].

## Видове бихевиоризъм
- Класически бихевиоризъм – представител: Джон Уотсън
- Радикален бихевиоризъм – представител: Б. Ф. Скинър
- Необихевиоризъм – представители: Кларк Хъл и Едуард Толман